# Megaselia patula
Megaselia patula är en tvåvingeart som beskrevs av Schmitz 1936. Megaselia patula ingår i släktet Megaselia och familjen puckelflugor. Inga underarter finns listade i Catalogue of Life.